# Porumbenii Mici
Porumbenii Mici (węg. Kisgalambfalva) – wieś w Rumunii, w okręgu Harghita, w gminie Porumbeni. W 2011 roku liczyła 568 mieszkańców.